# Aitkin
Aitkin é uma cidade localizada no estado americano de Minnesota, no Condado de Aitkin.

## Demografia
Segundo o censo americano de 2000, a sua população era de 1984 habitantes.
Em 2006, foi estimada uma população de 1999, um aumento de 15 (0.8%).

## Geografia
De acordo com o United States Census Bureau tem uma área de
4,5 km², dos quais 4,5 km² cobertos por terra e 0,0 km² cobertos por água. Aitkin localiza-se a aproximadamente 369 m acima do nível do mar.

## Localidades na vizinhança
O diagrama seguinte representa as localidades num raio de 24 km ao redor de Aitkin.